# Râul Roșiuța
Râul Roșiuța este un curs de apă, afluent al râului Ploștina. 